# Jordan Connor
Jordan Connor Yuen (* 17. September 1991 in Calgary, Alberta) ist ein kanadischer Schauspieler. Er ist bekannt für seine Rolle als Sweet Pea in der Fernsehserie Riverdale.

## Leben und Karriere
Connors Vater wurde in Regina in der Provinz Saskatchewan geboren und ist chinesischer Abstammung; seine Mutter stammt aus Kroatien. Connor wurde in Kanada in Calgary in der Provinz Alberta geboren und wuchs in Delta in der Provinz British Columbia auf. In der High School betrieb er Fußball und Theaterschauspiel. Er erhielt ein Fußball-Stipendium für die University of British Columbia, aber musste in seinem zweiten Jahr durch einen Beinbruch seine Fußballkarriere aufgeben. Nach Arbeiten als Stuntman, unter anderem zuerst für Hellcats, entschied er sich, die Universität für eine Schauspielkarriere zu verlassen. Fünf Jahre lang trainierte er am Railtown Actor Studio in Vancouver.
2017 erhielt er in Riverdale, nachdem er zunächst für andere Rollen vorgesprochen hatte, die Rolle Sweet Pea, die ursprünglich nur für vier Episoden angelegt war, aber für ihn verlängert wurde. Folgende Serienprojekte waren 2019 Hospital Show und Eine wie Alaska. 2020 gewann er die erste Folge von RuPaul’s Secret Celebrity Drag Race unter dem Dragnamen Babykins LaRoux.

## Privates
Connor war seit September 2018 mit seiner langjährigen Freundin, der Schauspielerin Jinjara Mitchell, die er 2012 in einem Schauspielkurs kennengelernt hatte, verlobt. Sie heirateten am 4. September 2021.

## Filmografie
- 2013: Supernatural (Fernsehserie, Episode 8x21)
- 2013: The Tomorrow People (Fernsehserie, Episode 1x07)
- 2014: Ivy Tower (Fernsehserie, 2 Episoden)
- 2014: What an Idiot
- 2014: The Cover-up
- 2015: Backstrom (Fernsehserie, Episode 1x03)
- 2016: Lucifer (Fernsehserie, Episode 2x04)
- 2016: No Tomorrow (Fernsehserie, Episode 1x08)
- 2017: The Magicians (Fernsehserie, Episode 2x05)
- 2017: You Me Her (Fernsehserie, Episode 2x07)
- 2017–2021: Riverdale (Fernsehserie)
- 2019: Eine wie Alaska (Looking for Alaska, Miniserie, 8 Episoden)
- 2019: Hospital Show (Webserie, 10 Episoden)
- 2020: RuPaul’s Secret Celebrity Drag Race (Fernsehshow, Episode 1x01)
- 2021: Nurses (Fernsehserie, 10 Episoden)
- 2022: Hudson & Rex (Fernsehserie, 1 Episode)
- 2024: Paranormal Solutions Inc. (Fernsehserie, 1 Episode)